# Kulturní zařízení Ostrava-Jih
Kulturní zařízení Ostrava-Jih jsou příspěvková organizace městského obvodu Ostrava-Jih, plnící funkci místního kulturního zařízení se zajištěním mnohostranných aktivit pro občany obvodu. Svou činnost organizace provozuje v kulturním domě K-TRIO, kině Luna, Komorním klubu a také na dalších místech obvodu Ostrava-Jih.

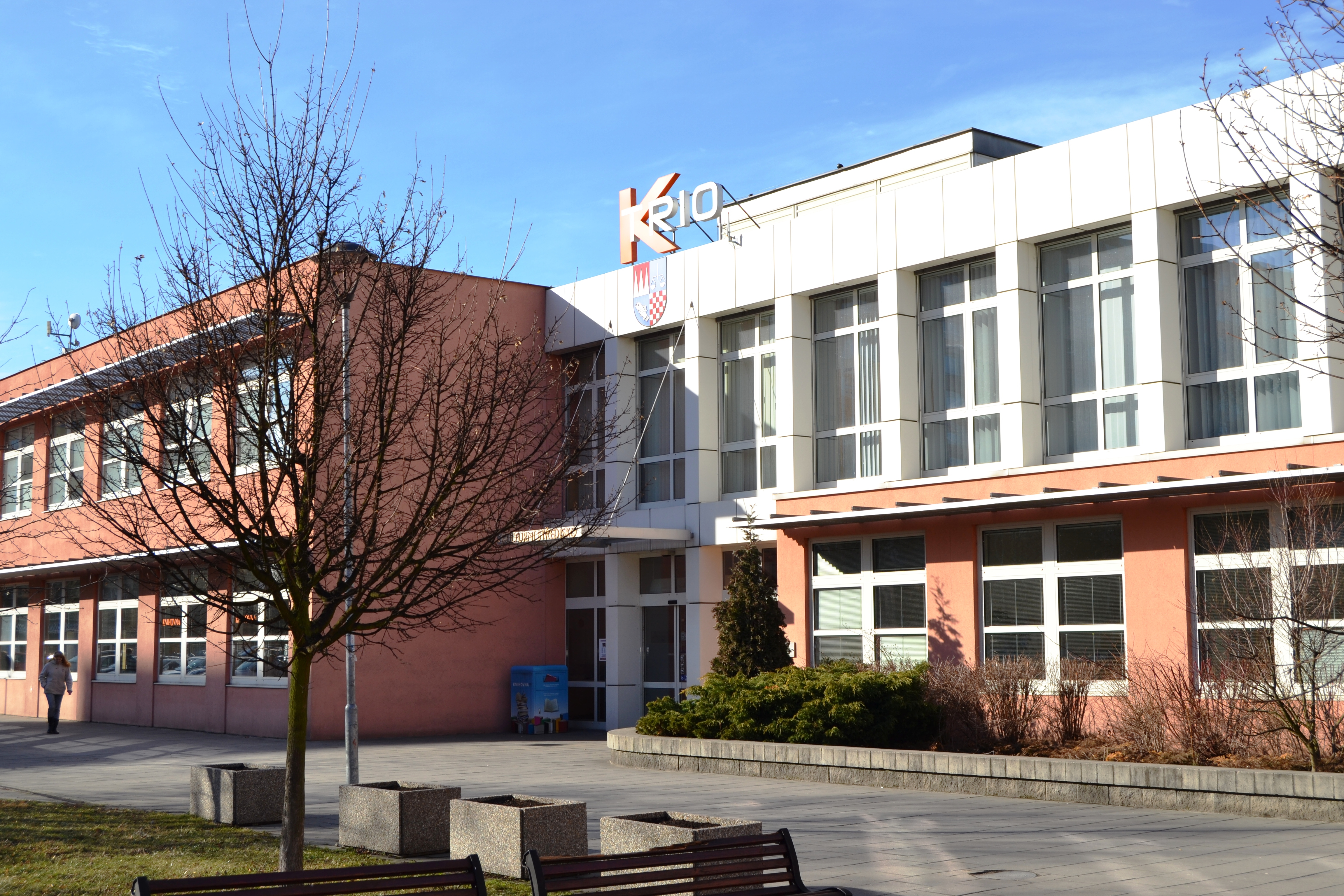
Kulturní dům K-TRIO

## K-TRIO
Kulturní dům K-TRIO na ulici Dr. Martínka v Ostravě-Hrabůvce je moderní budova, která vznikla díky kompletní rekonstrukci původní budovy Obvodního kulturního střediska z roku 1973 a do provozu byla uvedena v roce 2004. Poskytuje multifunkční prostor s kvalitním technickým vybavením a širokým zázemím pro organizátory. Součástí kulturního domu je i Restaurace K-TRIO. Je využíván zejména pro pořádání koncertů, školení, seminářů, prezentací, školních představení, výstav a také večírků, plesů a rodinných či firemních akcí aj. Kapacita hlavního sálu je 200 osob.

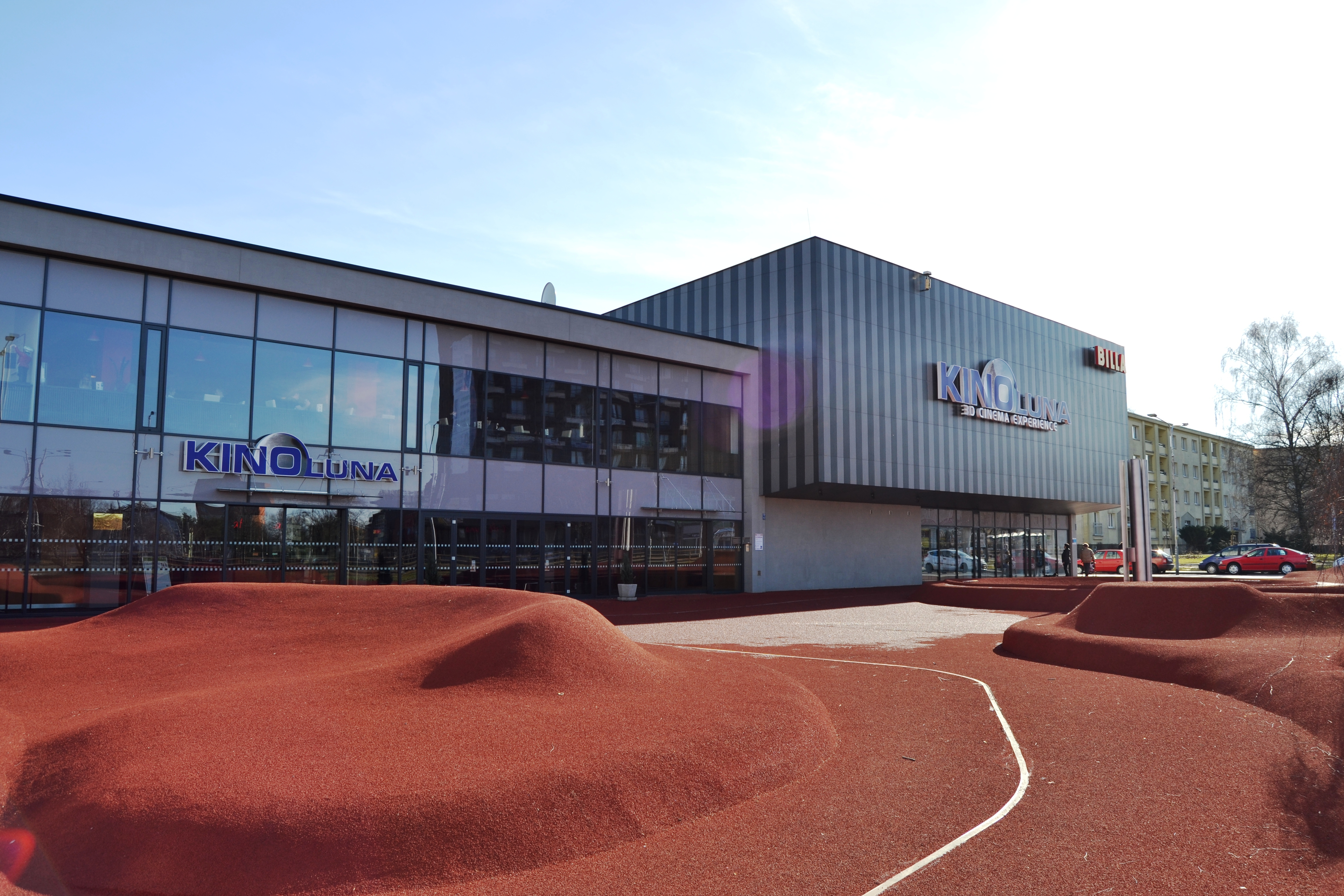
Kino Luna v Ostravě-Zábřehu

## Kino Luna
Kino LUNA na Výškovické ulici v Ostravě-Zábřehu je největším jednosálovým kinem v Ostravě s projekční plochou o rozměru 14,5 x 6 m a zvukovým systémem Dolby Digital Surround Ex. V provozu je od roku 1970. Za podpory Státního fondu ČR pro podporu a rozvoj české kinematografie a také Statutárního města Ostravy bylo Kino LUNA v roce 2010 vybaveno kompletní technologií digitálního kina D-Cinema dle standardu DCI včetně vybavení pro 3D projekci a přímé přenosy. Souběžně byla zachována i stávající analogová projekce 35 mm filmového pásu. Mimo pravidelných každodenních filmových projekcí je kino využíváno také multifunkčně pro konání koncertů, přednášek, školních akademií aj. Kapacita kinosálu je 525 míst.

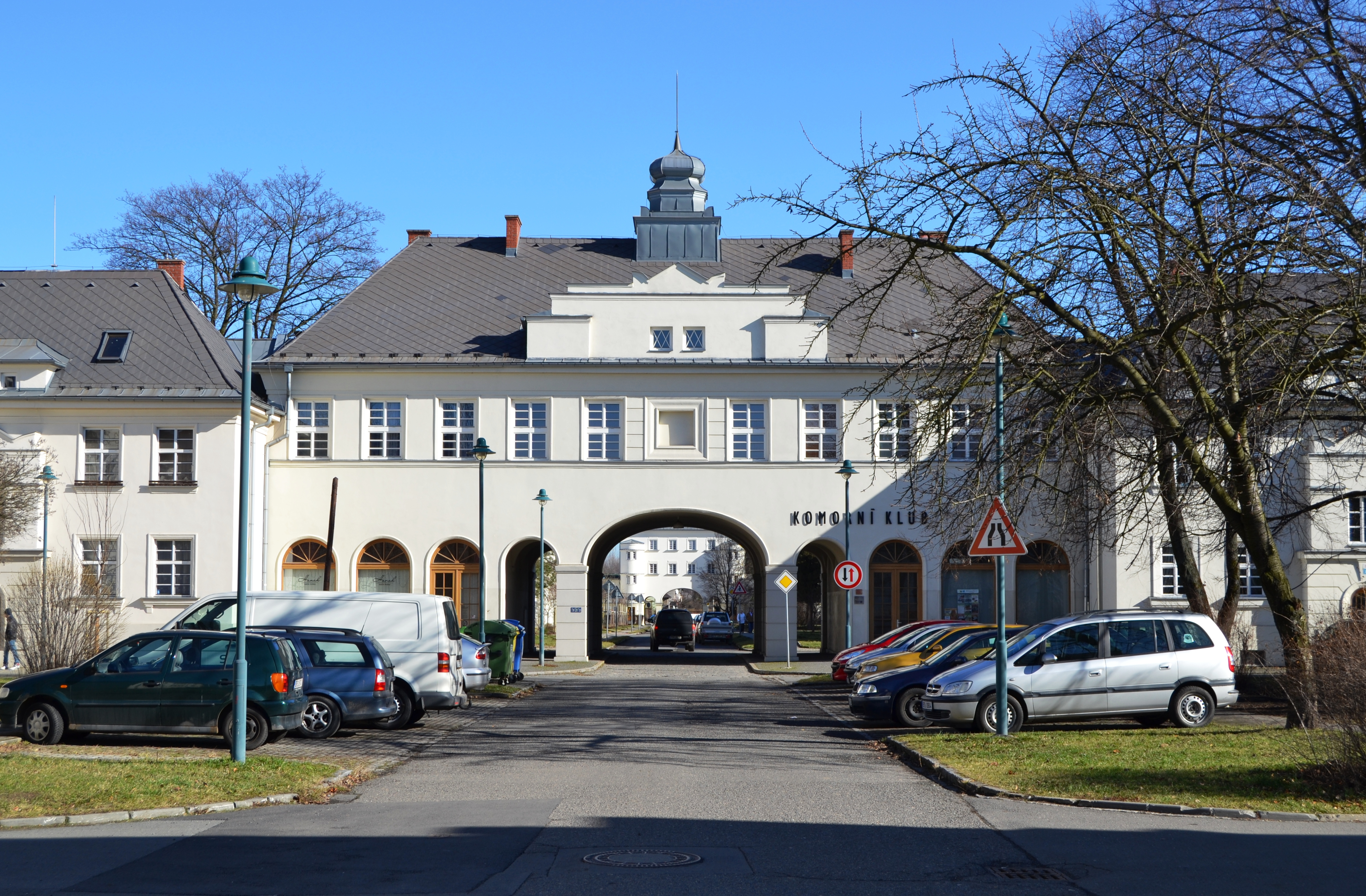
Komorní klub v Jubilejní kolonii (původně knihovna)

## Komorní klub
Komorní klub v Jubilejní kolonii na Velflíkově ulici v Ostravě-Hrabůvce je umístěn v budově z roku 1928. Tato budova byla v roce 2002 vyhlášena kulturní památkou ČR. Budova byla v letech 2004–2005 kompletně rekonstruována a od roku 2008 je provozována pod Kulturním zařízením Ostrava-Jih. Klub je využíván zejména pro pořádání koncertů, besed a přednášek. Kapacita klubu je 50 osob.